# Charles Lanrezac

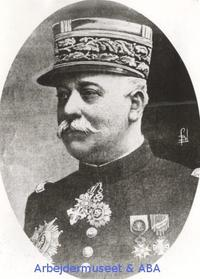
Général Charles Lanrezac

Charles Louis Marie Lanrezac (* 31. Juli 1852 in Pointe-a-Pitre, Guadeloupe; † 18. Januar 1925 in Neuilly-sur-Seine) war ein französischer General im Ersten Weltkrieg. Er gilt als eines der größten Führungstalente des französischen Militärs zu Anfang des 20. Jahrhunderts und neben Joffre, Foch, Castelnau, Nivelle und Mangin als prominenter Vertreter des extremen „Offensivdenkens“, das die französische Kriegführung bis 1917 beherrschte.

## Karriere
Lanrezac besuchte die Militärschule Saint-Cyr ab 1869 knapp ein Jahr und kämpfte sodann vom 14. August 1870 an im Deutsch-Französischen Krieg von 1870–71 als Sous-lieutenant der Infanterie. Dabei zeichnete er sich als hervorragender Truppenführer aus. Am 14. August 1870 wurde er zum Lieutenant, am 21. Februar 1876 zum Capitaine  befördert. Er graduierte an der École de Guerre (Kriegsschule) 1879 und erhielt sein Stabsoffizierspatent. Danach bekleidete Lanrezac verschiedene Stabs- und Befehlshaberpositionen, bspw. diente er im 113e régiment d'infanterie und absolvierte ein Praktikum im Stab einer Kolonialbrigade in Tunesien. Des Weiteren lehrte er ab 1905 an der École de Guerre in der Zeit, als unter dem Einfluss von Maillard, Langlois und Bonnal die neue französische Strategie- und Taktiklehre entstand. Zu deren Förderung trug Lanrezac selbst eine Studie des Frühlingsfeldzugs Napoleons von 1813 („La Manœuvre de Lützen“) bei. Seinen Aufstieg und sein wachsendes Ansehen in der französischen Generalität verdankte er jedoch mehr seinen persönlichen Qualitäten in der Truppenführung als der Anerkennung von ihm abgefasster militärtheoretischer Traktate. Er wurde 1902 zum Colonel, 1906 zum Général de brigade und 1911 zum Général de division befördert. 1912 erhielt er den dritten Generalsstern (Général de corps d'armée) und avancierte zum Kommandanten des XI. Korps in Nantes. Im April 1914 folgte er sodann Général Gallieni als Mitglied des „Großen Kriegsrates“ (Conseil supérieur de la guerre) nach und wurde als künftiger Befehlshaber der im Kriegsfall aufzustellenden 5. Armee eingesetzt. Im Kriegsrat war er im Alter von reichlich 61 Jahren der „Junior“.

## Teilnahme am Ersten Weltkrieg

### Einleitung und Zusammenhänge
In der Position als Befehlshaber der 5. Armee gelangte Lanrezac am Vorabend des Beginns des Ersten Weltkrieges, wie sein Vorgänger Gallieni, bald zu der Auffassung, dass die 5. Armee, die auf dem linken Flügel der geplanten französischen Kampflinie auf den Höhen von Sedan und den belgischen Ardennen stehen sollte, dem Gewicht eines heftigen durch Südbelgien kommenden deutschen Angriffstoßes allein ausgesetzt sein würde (→Schlieffen-Plan). Er favorisierte daher eine defensivere Ausrichtung der Armeen als der Oberstkommandierende, Général Joffre, und die Mitglieder des Generalstabs. Diese dachten anders und griffen 1913 die unter Leitung des späteren Oberstkommandierenden, Général Foch, ausgearbeitete Offensivstrategie „Plan XVII“ auf.

### Lanrezac und der „Plan XVII“
Nach Plan XVII hatte der Aufmarsch der französischen Armee im Kriegsfall auf offensive Aktionen hin ausgerichtet zu erfolgen. So sollte der südliche Armeeflügel nacheinander die nach dem Krieg 1870–71 von Deutschland annektierten Gebiete Elsass und Lothringen (zurück-)erobern und der nördliche Armeeflügel entweder über die südlichen Ardennen in das Deutsche Reich einfallen oder den Deutschen in Luxemburg und Belgien begegnen. Dies entsprach den neueren Lehren der französischen Strategie- und Taktikdoktrin, die um 1910 entstanden war und von einer (damals) jüngeren Schule von Generalstäblern verfochten wurde.
Er fußte auf der Vorstellung vom mystischen „élan vital“, der, natürlich veranlagt, bewirken sollte, dass der französische Soldat emphatischer kämpfe als der deutsche. Die Vertreter dieser Schule lehnten dabei die neuen (neo-)napoleonischen Theorien der Generation Lanrezacs ab. Dieser und seine Mitstreiter waren in militärtheoretischer Auswertung des 1813’er und 1814’er Feldzüge Napoleons zu der Erkenntnis gelangt, dass dem Eindringling nicht zwangsläufig mit der Generaloffensive zuvorgekommen werden müsse. Vielmehr könne dem mit lokalen Offensivvorstößen gegen die einzelnen vordringenden Feindkräfte begegnet werden (Strategie der sogenannten „defensiven Offensive“). Die Vertreter der neueren Schule wandten dagegen die Erkenntnisse des Deutsch-Französischen Krieges von 1870–71 ein und wollten möglichst die Kämpfe von französischem auf feindliches Territorium verlegt wissen. Dem entsprach die Neigung, die Defensive als Kriegsstrategie nahezu völlig abzulehnen. Dem darauf fußenden „Plan XVII“ zufolge sollte das Heil Frankreichs in einem Krieg mit Deutschland zunächst in einer sofortigen und allgemeinen Offensive in Lothringen und den Ardennen gesucht werden.

### Teilnahme am Krieg
Lanrezac sollte eines der ersten „Bauernopfer“ der anfänglichen schweren Niederlagen der Entente-Truppen im beginnenden Ersten Weltkrieg werden.

#### Aufmarsch der 5. Armee
Als dieser ausbrach, wurde die Aufstellung der 5. Armee vom Oberkommando durchgeführt, wie sie im Plan XVII vorgesehen war und ohne die Änderungen, welche Lanrezacs Ansicht nach erforderlich gewesen wären. Er sah nämlich, dass es in Friedenszeiten nicht in Frage kam auch nur anzudeuten, dass Frankreich die Neutralität des Königreich Belgien eigenmächtig verletzen könnte, um sich einem deutschen Einfall zu widersetzen. Eine solche Operation konnte folglich nur mit dem Einverständnis der belgischen Regierung, sogar nur über ihren formellen Anruf unternommen werden. Weiterhin war seiner Ansicht nach bedenklich, dass die Verstärkung seiner Armee im Westen nur durch eine Streitmacht der verbündeten Briten vorgesehen war. Die britische Regierung behielt sich aber das Recht vor, nur in letzter Minute eine Militärintervention auf dem Kontinent zu beschließen. Das alles würde eine koordinierte Vorbereitung und rechtzeitige Ausrichtung der Armeen als Reaktion auf deutsche Truppenbewegungen unmöglich machen. Weiter hielt er die Plankalkulation eines deutschen Angriffs ausschließlich auf Sedan gerichtet für zu einfach und unwahrscheinlich. Würden die deutschen doch auf das Hindernis des bewaldeten und gebirgigen Massivs der Ardennen stoßen, welches sie dann auf zwei denkbaren Wegen, nämlich entweder unmittelbar oberhalb der Ardennen auf Sedan zu stoßend oder noch nördlicher, dem Flusslauf der Maas folgend, gegen Namur operierend umgehen könnten. Im „Plan XVII“ war jedoch nur die erste Variante unterstellt worden. Er schilderte Joffre seine Kritik an der Stationierung seiner Armee in einem Schreiben vom 31. Juli 1914, also unmittelbar vor Kriegsausbruch, detailliert, in mehreren Planmanövern.
Die Missachtung dieser Bedenken erschien in der Theorie (und im Frieden) aber nachvollziehbar, versprach der Plan doch, auch ohne Berücksichtigung der auf dem äußersten linken Flügel isoliert positionierten V. Armee Erfolg zu zeitigen. Denn der V. Armee stand als einziger laut „Plan XVII“ keine direkte Bedrohung von deutscher Seite gegenüber. Zudem beachtete man Lanrezacs Bedenken hinsichtlich der eingeschlagenen Offensiv-Strategie nicht, da man sie seiner Vorliebe für die „defensive Offensive“ zuschrieb. Schließlich hatte er diese immer gelehrt und nachdrücklich vertreten.

#### Namur und Charleroi
Das Große Hauptquartier der französischen Armee begann den Feldzug 1914 also mit Vorurteilen über die Haltung Lanrezacs.
Zwar akzeptierte Joffre im August die Tatsache, dass die 5. Armee in der furchtbaren Gefahr der Umklammerung durch die anrückende Deutsche 1. und 2. Armee schwebte. Da hatte er jedoch bereits Maßnahmen angeordnet, um sie in Richtung Namur und Charleroi zu verschieben. Selbst dann allerdings gestand der Oberstkommandierende nicht zu, oder Lanrezac sich in dieser Sache selbst nicht ein, dass der größere Teil des deutschen Heeresflügels bereits westlich der Maas stand. Die Schlachten von Charleroi und Mons wurden daher unter den aussichtslosesten Bedingungen begonnen. Zudem ließen sich Lanrezacs Untergebene, erfasst vom Offensiv-Gedanken, am 22. August im für militärische Offensivoperationen ungünstigen Gewirr der Vororte und Bergarbeitersiedlungen rings um Charleroi in eine Schlacht verwickeln. Dies geschah, obwohl Lanrezac sie offiziell angewiesen hatte, sich auf das Halten der offenen Höhen südlich der Sambre zu beschränken. Erschwerend kam noch hinzu, dass die taktischen Verbindungen zu den Briten auf der linken Flanke nicht die besten waren und der Kommandant der britischen Expeditionsarmee, Field Marshal Sir John French, gegen Lanrezac – und umgekehrt – persönliche Aversionen hegte. Unter solchen Umständen konnten Missverständnisse zwischen den französischen Truppenbefehlshabern, dem entfernten Großen Hauptquartier und den Briten während des folgenden, unerwarteten und mühsamen Rückzugs des linken Flügels der Verbündeten kaum vermieden oder schnell geklärt werden. Jedoch gelang es Lanrezac, unterstützt von seinem Stabschef, Général Hely d'Oissel, seine Armee organisiert zurückzuführen und so Ordnung und Moral schnell wiederherzustellen. Das sollte sich auszahlen, als er die Offensive in der Schlacht von Guise-St.Quentin ohne fremde Hilfe unternehmen musste.

#### Guise – St. Quentin
Joffre ließ Lanrezac ausrichten, dass dessen 5. entweder von der französischen 4. Armee, zu seiner Rechten, oder von den Briten, dem I. Korps, auf der linken Seite unterstützt würde. Doch jegliche Hilfe blieb aus. Zum einen hatte Sir Douglas Haig, der Befehlshaber des britischen Korps, seine Unterstützung zugesagt, musste die Zusage aber dann auf Weisung Frenchs vor der Schlacht zurücknehmen. Die 4. Armee wiederum war selber in schwere Kämpfe mit der Deutschen 2. und 3. Armee verwickelt. Lanrezac selbst hatte sich zuvor heftig geweigert, den Anweisungen Joffres gemäß den neuerlichen Angriff auf die deutsche 1. und 2. Armee zur Entlastung des linken Frontflügels zu befehlen. Seine Truppe war schließlich in wahren Gewaltmärschen aus Belgien in den Rückzugsraum nordnordöstlich von Paris geführt worden und dementsprechend erschöpft. Am Vormittag des 29. August 1914 besuchte Joffre Lanrezac deshalb in dessen Hauptquartier. Er spielte mit dem Gedanken, Lanrezac ob dessen Weigerung seines Postens zu entheben. Nun gab er ihm persönlich und kategorisch den Befehl zum Angriff – Lanrezac folgte. Der dann eintretende Erfolg der Lanrezac’schen Armee diente von vornherein einzig dem Zeitgewinn zur Aufstellung einer weiteren französischen (der 6.) Armee westlich von Paris und konnte darüber hinaus in der gegebenen Situation nicht ausgenutzt werden. So wurde die Schlacht schließlich abgebrochen und der Rückzug in Richtung Reims und Troyes wieder aufgenommen, was einer taktischen Niederlage gleichkam. Aufgewogen wurde das allerdings durch zweierlei: Zum ersten ließ die Rückwärtsbewegung den Oberbefehlshaber der deutschen 1. Armee, Generaloberst von Kluck, unvorsichtig werden. Dessen übereiltes und eigenmächtiges Nachsetzen, um Lanrezacs exponierte 5. Armee einzuschließen, war nämlich nicht nur vergebens, sondern entfernte ihn so sehr von der östlich von Reims stehenden deutschen 2. Armee, dass seine Verbindung zum Rest der deutschen Front schließlich gänzlich abriss. Dies wiederum sollte den alliierten Gegenschlag in der bevorstehenden Schlacht an der Marne strategisch ermöglichen. Zum zweiten wurde die Paris am nächsten stehende deutsche 1. Armee vom Kampf um und möglichen Einmarsch in die französische Hauptstadt abgelenkt.

### Erfolg und Entlassung
Mit diesen strategischen Erfolgen trugen Lanrezac und seine 5. Armee entscheidend und wesentlich mehr als die legendär gewordene Beschlagnahme der Pariser Taxis durch Général Gallieni dazu bei, dass der deutsche Vormarsch in der Schlacht an der Marne gestoppt werden konnte.
Dessen ungeachtet hatte Général Joffre entschieden, zur Stärkung der Moral der Truppe und der gesamten Nation eine Anzahl von Generälen, die eine Rolle in den Grenzschlachten gespielt hatten, zu entlassen. Einer davon war Lanrezac, der am 3. September durch einen seiner vormaligen Korpskommandanten, Général Franchet d’Esperey, ersetzt wurde.

### Nach der Ablösung vom Kommando
Lanrezac diente bis zum Ende des Krieges als Generalinspekteur für die Infanterieausbildung und demissionierte nach dem Erreichen der Altersgrenze. Ein neues Kommando, das ihm 1917 angeboten wurde, lehnte er ab.

## Rehabilitation und Rückblick
Nach dem Krieg veröffentlichte Général Lanrezac eine kurze Abhandlung über die Charleroi-Kampagne und den Rückzug der 5. Armee („Le Plan de Campagne Français et le Premier Mois de la Guerre“). Sie enthält außer seiner persönlichen Rechtfertigung und einem scharfen Angriff auf Joffre auch wichtiges dokumentarisches Material für die allgemeine Geschichte des Feldzugs von 1914.
Seine offizielle Rehabilitation begann mit der Verleihung des Großoffizierkreuzes der Légion d’honneur am 3. Juli 1917. 1923 folgte die Auszeichnung mit dem belgischen Croix de guerre in ausdrücklicher Anerkennung seiner Leistungen vom August 1914. Am 29. August 1924 verlieh Marschall Pétain ihm das Großkreuz der Ehrenlegion.
Charles Louis Lanrezac verstarb am 18. Januar 1925 in Neuilly-sur-Seine. Er wurde, auf eigenen Wunsch hin, ohne militärische Ehren beigesetzt. Seine Grabstätte befindet sich im Caveau des Gouverneurs der Cathédrale Saint-Louis-des-Invalides in Paris.